# Museum im Ballhaus

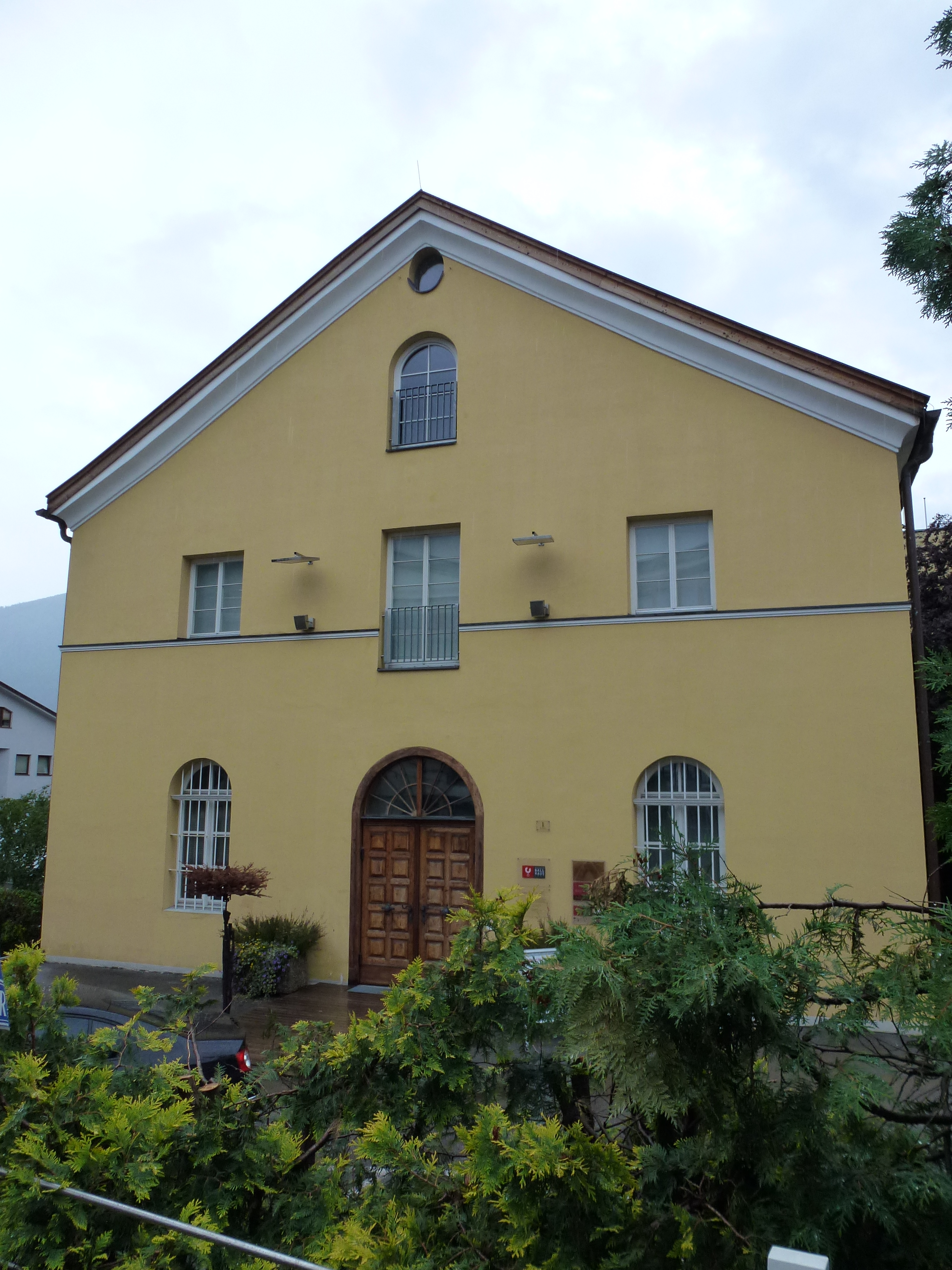
Museum im Ballhaus

Das Museum im Ballhaus (MiB) befindet sich in Imst. Als Stadtmuseum dokumentiert es die Geschichte und Kultur der Stadt.

## Gebäude
Das Gebäude stammt aus dem 16. Jahrhundert und wurde im Jahre 1530 erstmals urkundlich erwähnt. Es wurde möglichst nahe an seinem Ursprungszustand restauriert und 2003 wieder eröffnet. Namensgebend für das Museum ist die ursprüngliche Nutzung als Lagergebäude für Stoffballen.

## Ausstellung
Die Ausstellungsstücke reichen von der Zeit der Urnenfelderkultur über mittelalterliche Zunftgeschichte bis zu aktueller Kunst. Im Besitz des Museums befindet sich auch die Ursulinenkrippe von 1790. Die bekleidete Krippe zeigt Figuren mit kostbaren Gewändern und Stickereien. Mit 237 Figuren und über 5 m Hintergrundgemälde ist sie die größte Krippe Tirols.